# Liste der Kulturgüter in Rorschacherberg
Die Liste der Kulturgüter in Rorschacherberg enthält alle Objekte in der Gemeinde Rorschacherberg im Kanton St. Gallen, die gemäss der Haager Konvention zum Schutz von Kulturgut bei bewaffneten Konflikten, dem Bundesgesetz vom 20. Juni 2014 über den Schutz der Kulturgüter bei bewaffneten Konflikten sowie der Verordnung vom 29. Oktober 2014 über den Schutz der Kulturgüter bei bewaffneten Konflikten unter Schutz stehen.
Objekte der Kategorie A sind im Gemeindegebiet nicht ausgewiesen, Objekte der Kategorie B sind vollständig in der Liste enthalten, Objekte der Kategorie C fehlen zurzeit (Stand: 1. Januar 2023).

## Kulturgüter
| Foto |                                                                                                   | Objekt                                                                | Kat. | Typ | Standort                                 | Beschreibung |
| ---- | ------------------------------------------------------------------------------------------------- | --------------------------------------------------------------------- | ---- | --- | ---------------------------------------- | ------------ |
| BW   | Datei hochladen · Wikidata zu Heidenländli, mittelalterliche Holz-Stein-Konstruktion (Q135861312) | Heidenländli, mittelalterliche Holz-Stein-Konstruktion KGS-Nr.: 16565 | A    | F   | 756400 / 260850                          |              |
| BW   | Datei hochladen · Wikidata zu Obere Burg, bronzezeitliche Siedlung (Q135859185)                   | Obere Burg, bronzezeitliche Siedlung KGS-Nr.: 00697                   | B    | F   | 756260 / 259640                          |              |
| ja   | Datei hochladen · Wikidata zu Schloss Wartegg und Park (Q1595081)                                 | Schloss Wartegg und Park KGS-Nr.: 08266                               | B    | G   | Von Blarer-Weg 1 757620 / 260700         |              |
| ja   | Datei hochladen · Wikidata zu Schloss Wartensee (Q1802932)                                        | Schloss Wartensee KGS-Nr.: 08267                                      | B    | G   | Wartensee 1, 1.1, 1.2 757720 / 259980    |              |
| ja   | Datei hochladen · Wikidata zu St. Annaschloss (Q29786781)                                         | St. Annaschloss KGS-Nr.: 08268                                        | B    | G   | Hofstrasse 120 755030 / 259090           |              |
| ja   | Datei hochladen · Wikidata zu Loretokapelle Wilen-Wartegg mit Kaplanei (Q29786778)                | Loretokapelle Wilen-Wartegg mit Kaplanei KGS-Nr.: 14054               | B    | G   | Alte Wilenstrasse 3.1, 3 757451 / 260600 |              |
| BW   | Datei hochladen · Wikidata zu Zentralfriedhof (Q29786783)                                         | Zentralfriedhof KGS-Nr.: 14055                                        | B    | G   | Goldacherstrasse 20 755370 / 259770      |              |